# Österreichischer Fußball-Cup 2022/23

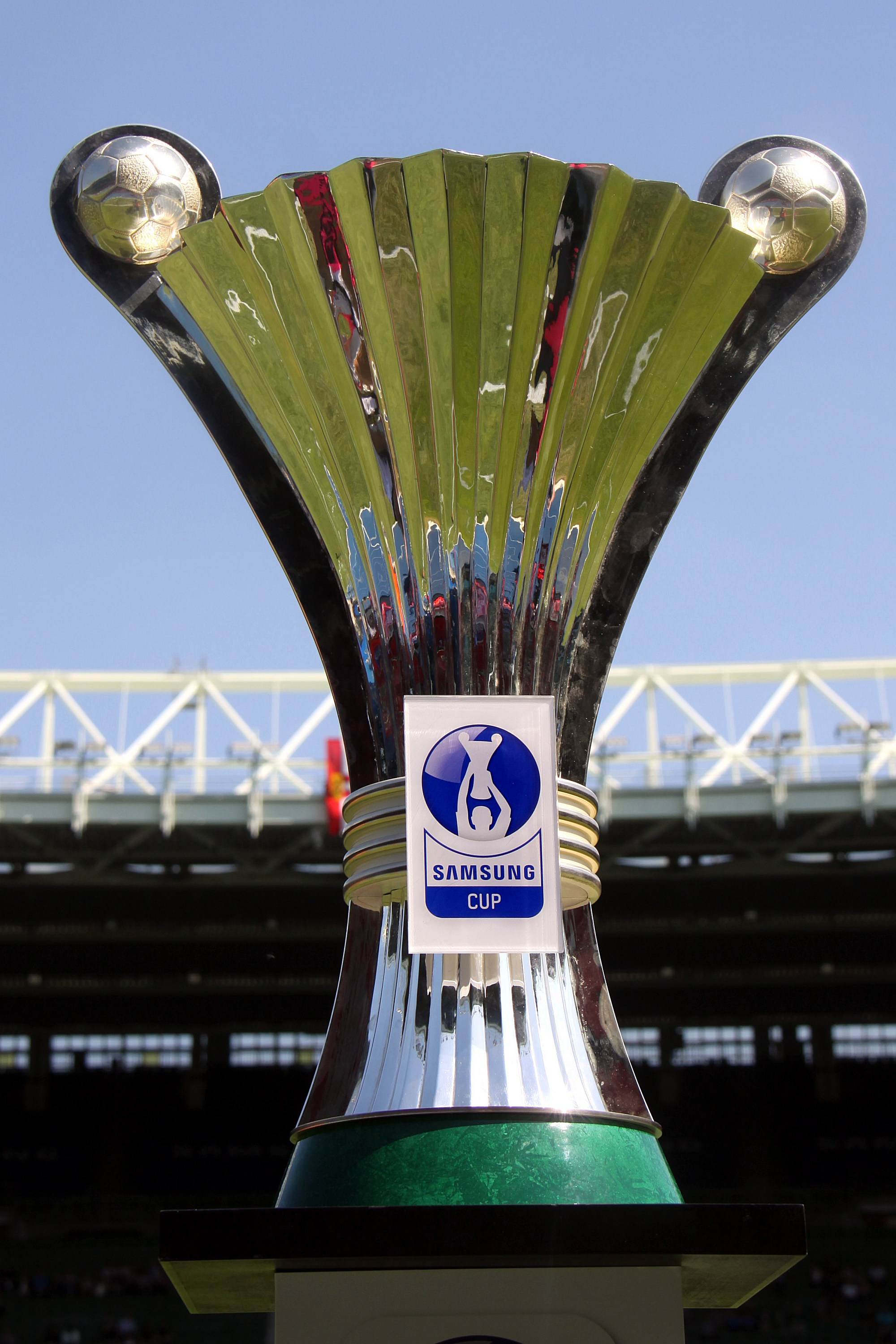
Siegestrophäe für Vereine: ÖFB-Pokal

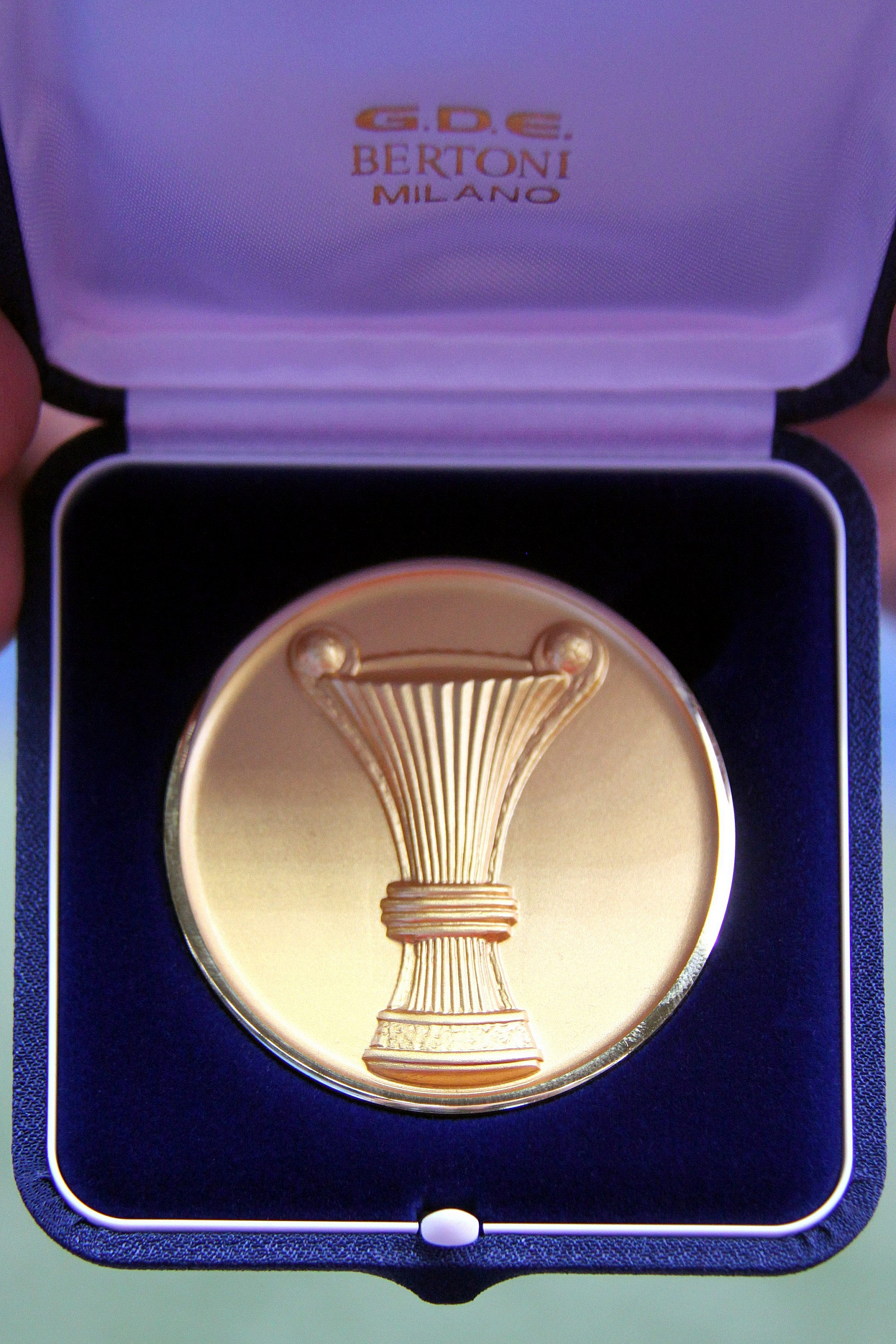
Siegermedaille für Spieler

Der Cup des Österreichischen Fußball-Bundes wurde in der Saison 2022/23 zum 88. Mal ausgespielt. Die offizielle Bezeichnung des Wettbewerbs lautet nach dem Bewerbssponsor Uniqa, der seit 2017 die Bewerb unterstützt, „Uniqa ÖFB Cup“. Der Slogan des Bewerbs lautet „#GlaubeWilleMut“ (bis 2017 „Tore für Europa“). Der Sieger ist berechtigt, an der UEFA Europa League 2023/24 teilzunehmen. Sollte der Pokalsieger schon für die UEFA Champions League qualifiziert sein, so nimmt der Tabellenvierte der Meisterschaft 2022/23 an der Qualifikation für die UEFA Conference League teil.
Sieger wurde nach einem 2:0-Finalsieg über Rapid Wien der SK Sturm Graz, der somit die Serie von Titelverteidiger FC Red Bull Salzburg nach zuletzt vier Cup-Siegen in Folge beenden konnte. Torschützenkönig wurde Manprit Sarkaria (Sturm Graz) mit sechs Treffern.

## Teilnehmer
An der ersten Runde nehmen 64 Mannschaften teil. Aus dem Profi-Bereich nehmen die zwölf Mannschaften der Bundesliga und 12 Mannschaften der 2. Liga teil. Die Zweitmannschaften bzw. Farmteams von Bundesligisten (Young Violets, FC Liefering, SK Sturm Graz II und SK Rapid Wien II) sind nicht spielberechtigt.
Die restlichen Plätze wurden nach einem festgelegten Schlüssel auf Amateurvereine in den Landesverbänden aufgeteilt:
- 6 Mannschaften:
  - Niederösterreichischer Fußballverband
- 5 Mannschaften:
  - Oberösterreichischer Fußballverband
  - Steirischer Fußballverband
- 4 Mannschaften:
  - Burgenländischer Fußballverband
  - Kärntner Fußballverband
  - Salzburger Fußballverband
  - Tiroler Fußballverband
  - Wiener Fußball-Verband
  - Vorarlberger Fußballverband

| Bundesliga (12) | 2. Liga (12) | Landescupsieger (9) |
| --- | --- | --- |
| - SCR Altach - SK Sturm Graz - TSV Hartberg - SK Austria Klagenfurt - LASK - SC Austria Lustenau - SV Ried - FC Red Bull Salzburg (M, C) - WSG Tirol - FK Austria Wien - SK Rapid Wien - Wolfsberger AC | - SKU Amstetten - FC Dornbirn 1913 - Floridsdorfer AC - Grazer AK - SV Horn - Kapfenberger SV - SV Lafnitz - FC Blau-Weiß Linz - FC Admira Wacker Mödling - SK Vorwärts Steyr - SKN St. Pölten - First Vienna FC | - Schwarz-Weiß Bregenz (V, EL) - SV Frauental (ST, LL) - SV Fügen (T, EL) - ASKÖ Köttmannsdorf (K, LL) - SV Kuchl (S, EL) - SVg Purgstall (NÖ, L5) - ASV Siegendorf (B, RL) - FC Stadlau (W, LL) - SU St. Martin (OÖ, LL) |
| Regionalliga Ost (10) | Regionalliga Mitte (9) | Eliteligen im Westen (9) |
| - ASV Draßburg - SV Leobendorf - FC Marchfeld Donauauen - SC Neusiedl am See - USV Scheiblingkirchen-Warth - SV Stripfing - FCM Traiskirchen - TWL Elektra - SR Donaufeld Wien - Wiener Sport-Club      | - SV Allerheiligen - TuS Bad Gleichenberg - Deutschlandsberger SC - Union Gurten - SAK Klagenfurt - DSV Leoben - SK Treibach - Union Vöcklamarkt - WSC Hertha Wels                                               | - SC Admira Dornbirn (V) - VfB Hohenems (V) - SC Imst (T) - SC Röthis (V) - SV Austria Salzburg (S) - SC Schwaz (T) - SV Seekirchen 1945 (S) - TSV St. Johann (S) - SV Telfs (T)                                          |
| Landesligen (2) | Weitere Ligen (1) | |
| - SC-ESV Parndorf 1919 (B) - FC Wels (OÖ) | - SV Dellach/Gail (L5, K) | |

## Terminkalender
Gemäß Rahmenterminplan 2022/23 wurden folgende Spieltermine fixiert:
- 1. Runde: 15. bis 17. Juli 2022
- 2. Runde: 30. August bis 1. September 2022
- Achtelfinale: 18. bis 20. Oktober 2022
- Viertelfinale: 3. bis 5. Februar 2023
- Halbfinale: 4. bis 6. April 2023
- Finale: 1. Mai 2023

## 1. Runde

### Auslosungsmodus
Die Auslosung der ersten Runde erfolgte am 26. Juni 2022 durch Christa Kummer. Die Auslosung wurde vom ORF live übertragen.

### Paarungen der 1. Runde
Die Spiele der 1. Runde sind für Freitag, 15., Samstag, 16., und Sonntag, 17. Juli 2022 angesetzt. Die Partie zwischen Bad Gleichenberg und Floridsdorf wurde COVID-bedingt auf den 19. Juli verschoben. Die ursprünglich am 15. Juli angepfiffene Partie zwischen Dellach und Kapfenberg wurde nach 39 Minuten wetterbedingt abgebrochen und verschoben. Diese wurde ebenfalls am 19. Juli neu angesetzt.
| Datum / Zuschauer         | Liga | Liga | Liga | Heimmannschaft | | Gastmannschaft | Ergebnis |
| ------------------------- | --- | --- | --- | --- | --- | --- | --- |
| 15.07.2022 / 1.500        | EL | – | BL | SV Fügen (LC) | – | FC Red Bull Salzburg (M, C) | 0:3 (0:1) |
| SR: Talic                 | Torschützen: | Torschützen: | Torschützen: | 0:1 (20.) Benjamin Šeško, 0:2 (75.) Junior Adamu, 0:3 (83.) Ignace Van der Brempt | 0:1 (20.) Benjamin Šeško, 0:2 (75.) Junior Adamu, 0:3 (83.) Ignace Van der Brempt | 0:1 (20.) Benjamin Šeško, 0:2 (75.) Junior Adamu, 0:3 (83.) Ignace Van der Brempt | 0:1 (20.) Benjamin Šeško, 0:2 (75.) Junior Adamu, 0:3 (83.) Ignace Van der Brempt |
| 15.07.2022 / 500          | RL | – | 2L | SR Donaufeld Wien | – | SKU Amstetten | 0:4 (0:1) |
| SR: Fröhlacher            | Torschützen: | Torschützen: | Torschützen: | 0:1 (14.) Thomas Mayer, 0:2 (58.) Sebastian Leimhofer, 0:3 (68., Eigentor) Philip Schneider, 0:4 (84.) Thomas Mayer | 0:1 (14.) Thomas Mayer, 0:2 (58.) Sebastian Leimhofer, 0:3 (68., Eigentor) Philip Schneider, 0:4 (84.) Thomas Mayer | 0:1 (14.) Thomas Mayer, 0:2 (58.) Sebastian Leimhofer, 0:3 (68., Eigentor) Philip Schneider, 0:4 (84.) Thomas Mayer | 0:1 (14.) Thomas Mayer, 0:2 (58.) Sebastian Leimhofer, 0:3 (68., Eigentor) Philip Schneider, 0:4 (84.) Thomas Mayer |
| 15.07.2022 / 450          | EL | – | BL | SC Admira Dornbirn | – | SK Austria Klagenfurt | 1:8 (1:4) |
| SR: Jäger                 | Torschützen: | Torschützen: | Torschützen: | 0:1 (2.) Christopher Wernitznig, 0:2 (18.) Christopher Cvetko, 1:2 (20.) Alexander Huber, 1:3 (22.) Christopher Cvetko, 1:4 (25.) Thorsten Mahrer, 1:5 (53.) Markus Pink, 1:6 (81.) Sinan Karweina, 1:7 (84.) Jonas Arweiler, 1:8 (86.) Florian Rieder                                                                                              | 0:1 (2.) Christopher Wernitznig, 0:2 (18.) Christopher Cvetko, 1:2 (20.) Alexander Huber, 1:3 (22.) Christopher Cvetko, 1:4 (25.) Thorsten Mahrer, 1:5 (53.) Markus Pink, 1:6 (81.) Sinan Karweina, 1:7 (84.) Jonas Arweiler, 1:8 (86.) Florian Rieder                                                                                              | 0:1 (2.) Christopher Wernitznig, 0:2 (18.) Christopher Cvetko, 1:2 (20.) Alexander Huber, 1:3 (22.) Christopher Cvetko, 1:4 (25.) Thorsten Mahrer, 1:5 (53.) Markus Pink, 1:6 (81.) Sinan Karweina, 1:7 (84.) Jonas Arweiler, 1:8 (86.) Florian Rieder                                                                                              | 0:1 (2.) Christopher Wernitznig, 0:2 (18.) Christopher Cvetko, 1:2 (20.) Alexander Huber, 1:3 (22.) Christopher Cvetko, 1:4 (25.) Thorsten Mahrer, 1:5 (53.) Markus Pink, 1:6 (81.) Sinan Karweina, 1:7 (84.) Jonas Arweiler, 1:8 (86.) Florian Rieder                                                                                              |
| 15.07.2022 / 1.250        | RL | – | BL | SK Treibach | – | SK Rapid Wien | 0:1 (0:0) |
| SR: Ciochirca             | Torschützen: | Torschützen: | Torschützen: | 0:1 (90+4.) Guido Burgstaller | 0:1 (90+4.) Guido Burgstaller | 0:1 (90+4.) Guido Burgstaller | 0:1 (90+4.) Guido Burgstaller |
| 15.07.2022 / 350          | RL | – | RL | Deutschlandsberger SC | – | USV Scheiblingkirchen-Warth | 2:0 (1:0) |
| SR: Paukowits             | Torschützen: | Torschützen: | Torschützen: | 1:0 (4.) Christoph Urdl, 2:0 (67.) Niko Tisaj | 1:0 (4.) Christoph Urdl, 2:0 (67.) Niko Tisaj | 1:0 (4.) Christoph Urdl, 2:0 (67.) Niko Tisaj | 1:0 (4.) Christoph Urdl, 2:0 (67.) Niko Tisaj |
| 15.07.2022 / 2.400        | RL | – | BL | DSV Leoben | – | TSV Hartberg | 1:2 (1:2) |
| SR: Semler                | Torschützen: | Torschützen: | Torschützen: | 1:0 (27.) Thomas Hirschhofer, 1:1 (32.) Okan Aydın, 1:2 (34.) Jürgen Heil | 1:0 (27.) Thomas Hirschhofer, 1:1 (32.) Okan Aydın, 1:2 (34.) Jürgen Heil | 1:0 (27.) Thomas Hirschhofer, 1:1 (32.) Okan Aydın, 1:2 (34.) Jürgen Heil | 1:0 (27.) Thomas Hirschhofer, 1:1 (32.) Okan Aydın, 1:2 (34.) Jürgen Heil |
| 15.07.2022 / 350          | RL | – | 2L | ASV Draßburg | – | SV Horn | 0:3 (0:2) |
| SR: Hasanovic             | Torschützen: | Torschützen: | Torschützen: | 0:1 (17.) Maximilian Pronitschew, 0:2 (36.) Maximilian Pronitschew, 0:3 (88.) Okan Yilmaz | 0:1 (17.) Maximilian Pronitschew, 0:2 (36.) Maximilian Pronitschew, 0:3 (88.) Okan Yilmaz | 0:1 (17.) Maximilian Pronitschew, 0:2 (36.) Maximilian Pronitschew, 0:3 (88.) Okan Yilmaz | 0:1 (17.) Maximilian Pronitschew, 0:2 (36.) Maximilian Pronitschew, 0:3 (88.) Okan Yilmaz |
| 15.07.2022 / 500          | RL | – | RL | SAK Klagenfurt | – | Wiener Sport-Club | 0:3 (0:1) |
| SR: Grasser               | Torschützen: | Torschützen: | Torschützen: | 0:1 (4.) Mario Vucenovic, 0:2 (62.) Mario Vucenovic, 0:3 (71.) David Rajkovic | 0:1 (4.) Mario Vucenovic, 0:2 (62.) Mario Vucenovic, 0:3 (71.) David Rajkovic | 0:1 (4.) Mario Vucenovic, 0:2 (62.) Mario Vucenovic, 0:3 (71.) David Rajkovic | 0:1 (4.) Mario Vucenovic, 0:2 (62.) Mario Vucenovic, 0:3 (71.) David Rajkovic |
| 15.07.2022 / 384          | RL | – | BL | SC Neusiedl am See | – | WSG Tirol | 1:3 n. V. (0:0, 1:1) |
| SR: Lechner               | Torschützen: | Torschützen: | Torschützen: | 1:0 (62.) Raul Bucur, 1:1 (71.) Raffael Behounek, 1:2 (105.) Justin Forst, 1:3 (110.) Justin Forst | 1:0 (62.) Raul Bucur, 1:1 (71.) Raffael Behounek, 1:2 (105.) Justin Forst, 1:3 (110.) Justin Forst | 1:0 (62.) Raul Bucur, 1:1 (71.) Raffael Behounek, 1:2 (105.) Justin Forst, 1:3 (110.) Justin Forst | 1:0 (62.) Raul Bucur, 1:1 (71.) Raffael Behounek, 1:2 (105.) Justin Forst, 1:3 (110.) Justin Forst |
| 15.07.2022 / 300          | RL | – | 2L | Union Vöcklamarkt | – | FC Dornbirn 1913 | 0:5 (0:2) |
| SR: Baumann               | Torschützen: | Torschützen: | Torschützen: | 0:1 (4.) Renan, 0:2 (11.) Lukas Parger, 0:3 (47., Elfmeter) Renan, 0:4 (73.) Renan, 0:5 (78.) Felix Mandl | 0:1 (4.) Renan, 0:2 (11.) Lukas Parger, 0:3 (47., Elfmeter) Renan, 0:4 (73.) Renan, 0:5 (78.) Felix Mandl | 0:1 (4.) Renan, 0:2 (11.) Lukas Parger, 0:3 (47., Elfmeter) Renan, 0:4 (73.) Renan, 0:5 (78.) Felix Mandl | 0:1 (4.) Renan, 0:2 (11.) Lukas Parger, 0:3 (47., Elfmeter) Renan, 0:4 (73.) Renan, 0:5 (78.) Felix Mandl |
| 15.07.2022 / 300          | LL | – | 2L | SC-ESV Parndorf 1919 | – | SV Lafnitz | 2:3 (1:0) |
| SR: Günsberg              | Torschützen: | Torschützen: | Torschützen: | 1:0 (8.) Felix Wendelin, 2:0 (67.) Thomas Weber, 2:1 (77.) Daniel Gremsl, 2:2 (80.) Mark Grosse, 2:3 (90.) Christian Lichtenberger | 1:0 (8.) Felix Wendelin, 2:0 (67.) Thomas Weber, 2:1 (77.) Daniel Gremsl, 2:2 (80.) Mark Grosse, 2:3 (90.) Christian Lichtenberger | 1:0 (8.) Felix Wendelin, 2:0 (67.) Thomas Weber, 2:1 (77.) Daniel Gremsl, 2:2 (80.) Mark Grosse, 2:3 (90.) Christian Lichtenberger | 1:0 (8.) Felix Wendelin, 2:0 (67.) Thomas Weber, 2:1 (77.) Daniel Gremsl, 2:2 (80.) Mark Grosse, 2:3 (90.) Christian Lichtenberger |
| 15.07.2022 / 400          | RL | – | LL | Union Gurten | – | SU St. Martin (LC) | 3:2 (1:1) |
| SR: Ljubas                | Torschützen: | Torschützen: | Torschützen: | 1:0 (33.) Lukas Schlosser, 1:1 (34.) Michael Wild, 1:2 (78.) Stefan Berndorfer, 2:2 (87.) Thomas Reiter, 3:2 (90.) Fabian Wimmleitner | 1:0 (33.) Lukas Schlosser, 1:1 (34.) Michael Wild, 1:2 (78.) Stefan Berndorfer, 2:2 (87.) Thomas Reiter, 3:2 (90.) Fabian Wimmleitner | 1:0 (33.) Lukas Schlosser, 1:1 (34.) Michael Wild, 1:2 (78.) Stefan Berndorfer, 2:2 (87.) Thomas Reiter, 3:2 (90.) Fabian Wimmleitner | 1:0 (33.) Lukas Schlosser, 1:1 (34.) Michael Wild, 1:2 (78.) Stefan Berndorfer, 2:2 (87.) Thomas Reiter, 3:2 (90.) Fabian Wimmleitner |
| 16.07.2022 / 1.487        | EL | – | BL | SC Röthis | – | SK Sturm Graz | 0:6 (0:4) |
| SR: Heiß                  | Torschützen: | Torschützen: | Torschützen: | 0:1 (5.) Rasmus Højlund, 0:2 (18.) David Affengruber, 0:3 (33.) Rasmus Højlund, 0:4 (44.) Manprit Sarkaria, 0:5 (62.) Manprit Sarkaria, 0:6 (90+1.) Luca Kronberger | 0:1 (5.) Rasmus Højlund, 0:2 (18.) David Affengruber, 0:3 (33.) Rasmus Højlund, 0:4 (44.) Manprit Sarkaria, 0:5 (62.) Manprit Sarkaria, 0:6 (90+1.) Luca Kronberger | 0:1 (5.) Rasmus Højlund, 0:2 (18.) David Affengruber, 0:3 (33.) Rasmus Højlund, 0:4 (44.) Manprit Sarkaria, 0:5 (62.) Manprit Sarkaria, 0:6 (90+1.) Luca Kronberger | 0:1 (5.) Rasmus Højlund, 0:2 (18.) David Affengruber, 0:3 (33.) Rasmus Højlund, 0:4 (44.) Manprit Sarkaria, 0:5 (62.) Manprit Sarkaria, 0:6 (90+1.) Luca Kronberger |
| 16.07.2022 / 450          | LL | – | BL | FC Stadlau (LC) | – | SV Ried | 0:4 (0:3) |
| SR: Harkam                | Torschützen: | Torschützen: | Torschützen: | 0:1 (13., Elfmeter) Christoph Monschein, 0:2 (17.) Marcel Ziegl, 0:3 (24.) Christoph Monschein, 0:4 (55.) Stefan Nutz : Christian Libič (12., Stadlau) | 0:1 (13., Elfmeter) Christoph Monschein, 0:2 (17.) Marcel Ziegl, 0:3 (24.) Christoph Monschein, 0:4 (55.) Stefan Nutz : Christian Libič (12., Stadlau) | 0:1 (13., Elfmeter) Christoph Monschein, 0:2 (17.) Marcel Ziegl, 0:3 (24.) Christoph Monschein, 0:4 (55.) Stefan Nutz : Christian Libič (12., Stadlau) | 0:1 (13., Elfmeter) Christoph Monschein, 0:2 (17.) Marcel Ziegl, 0:3 (24.) Christoph Monschein, 0:4 (55.) Stefan Nutz : Christian Libič (12., Stadlau) |
| 16.07.2022 / 450          | RL | – | BL | FC Marchfeld Donauauen | – | SC Austria Lustenau | 2:3 (1:0) |
| SR: Grobelnik             | Torschützen: | Torschützen: | Torschützen: | 1:0 (12.) Marc Ortner, 1:1 (46.) Stefano Surdanović, 1:2 (54.) Stefano Surdanović, 2:2 (60.) Maximilian Entrup, 2:3 (65.) Anthony Schmid | 1:0 (12.) Marc Ortner, 1:1 (46.) Stefano Surdanović, 1:2 (54.) Stefano Surdanović, 2:2 (60.) Maximilian Entrup, 2:3 (65.) Anthony Schmid | 1:0 (12.) Marc Ortner, 1:1 (46.) Stefano Surdanović, 1:2 (54.) Stefano Surdanović, 2:2 (60.) Maximilian Entrup, 2:3 (65.) Anthony Schmid | 1:0 (12.) Marc Ortner, 1:1 (46.) Stefano Surdanović, 1:2 (54.) Stefano Surdanović, 2:2 (60.) Maximilian Entrup, 2:3 (65.) Anthony Schmid |
| 16.07.2022 / 1.900        | LL | – | BL | FC Wels | – | FK Austria Wien | 0:7 (0:3) |
| SR: Hameter               | Torschützen: | Torschützen: | Torschützen: | 0:1 (11.) Manfred Fischer, 0:2 (12.) Aleksandar Jukic, 0:3 (25., Elfmeter) Manfred Fischer, 0:4 (51.) Aleksandar Jukic, 0:5 (55., Elfmeter) Aleksandar Jukic, 0:6 (56.) Manfred Fischer, 0:7 (74.) Manfred Fischer | 0:1 (11.) Manfred Fischer, 0:2 (12.) Aleksandar Jukic, 0:3 (25., Elfmeter) Manfred Fischer, 0:4 (51.) Aleksandar Jukic, 0:5 (55., Elfmeter) Aleksandar Jukic, 0:6 (56.) Manfred Fischer, 0:7 (74.) Manfred Fischer | 0:1 (11.) Manfred Fischer, 0:2 (12.) Aleksandar Jukic, 0:3 (25., Elfmeter) Manfred Fischer, 0:4 (51.) Aleksandar Jukic, 0:5 (55., Elfmeter) Aleksandar Jukic, 0:6 (56.) Manfred Fischer, 0:7 (74.) Manfred Fischer | 0:1 (11.) Manfred Fischer, 0:2 (12.) Aleksandar Jukic, 0:3 (25., Elfmeter) Manfred Fischer, 0:4 (51.) Aleksandar Jukic, 0:5 (55., Elfmeter) Aleksandar Jukic, 0:6 (56.) Manfred Fischer, 0:7 (74.) Manfred Fischer |
| 16.07.2022 / 1.100        | LL | – | 2L | ASKÖ Köttmannsdorf (LC) | – | Grazer AK | 1:3 (1:1) |
| SR: Jandl                 | Torschützen: | Torschützen: | Torschützen: | 1:0 (27.) Dominik Kruschitz, 1:1 (44.) Thorsten Schriebl, 1:2 (59.) Markus Rusek, 1:3 (81.) Lukas Gabbichler :Dominik Kruschitz (53., Köttmannsdorf) | 1:0 (27.) Dominik Kruschitz, 1:1 (44.) Thorsten Schriebl, 1:2 (59.) Markus Rusek, 1:3 (81.) Lukas Gabbichler :Dominik Kruschitz (53., Köttmannsdorf) | 1:0 (27.) Dominik Kruschitz, 1:1 (44.) Thorsten Schriebl, 1:2 (59.) Markus Rusek, 1:3 (81.) Lukas Gabbichler :Dominik Kruschitz (53., Köttmannsdorf) | 1:0 (27.) Dominik Kruschitz, 1:1 (44.) Thorsten Schriebl, 1:2 (59.) Markus Rusek, 1:3 (81.) Lukas Gabbichler :Dominik Kruschitz (53., Köttmannsdorf) |
| 16.07.2022 / 379          | LL | – | RL | SV Frauental (LC) | – | SV Allerheiligen | 0:5 (0:3) |
| SR: Komornyik             | Torschützen: | Torschützen: | Torschützen: | 0:1 (1.) Alexander Kager, 0:2 (7.) Alexander Kager, 0:3 (44.) Fabio Pistrich, 0:4 (47.) Bernhard Fauland, 0:5 (52.) Fabio Pistrich | 0:1 (1.) Alexander Kager, 0:2 (7.) Alexander Kager, 0:3 (44.) Fabio Pistrich, 0:4 (47.) Bernhard Fauland, 0:5 (52.) Fabio Pistrich | 0:1 (1.) Alexander Kager, 0:2 (7.) Alexander Kager, 0:3 (44.) Fabio Pistrich, 0:4 (47.) Bernhard Fauland, 0:5 (52.) Fabio Pistrich | 0:1 (1.) Alexander Kager, 0:2 (7.) Alexander Kager, 0:3 (44.) Fabio Pistrich, 0:4 (47.) Bernhard Fauland, 0:5 (52.) Fabio Pistrich |
| 16.07.2022 / 450          | EL | – | EL | Schwarz-Weiß Bregenz (LC) | – | SV Seekirchen 1945 | 3:0 (2:0) |
| SR: Tschon                | Torschützen: | Torschützen: | Torschützen: | 1:0 (28.) Vinícius Gomes, 2:0 (32.) Vinícius Gomes, 3:0 (90+2.) Veljko Vukasinovic | 1:0 (28.) Vinícius Gomes, 2:0 (32.) Vinícius Gomes, 3:0 (90+2.) Veljko Vukasinovic | 1:0 (28.) Vinícius Gomes, 2:0 (32.) Vinícius Gomes, 3:0 (90+2.) Veljko Vukasinovic | 1:0 (28.) Vinícius Gomes, 2:0 (32.) Vinícius Gomes, 3:0 (90+2.) Veljko Vukasinovic |
| 16.07.2022 / 600          | EL | – | BL | SC Schwaz | – | LASK | 1:9 (1:3) |
| SR: Gishamer              | Torschützen: | Torschützen: | Torschützen: | 1:0 (1.) Christian Auer, 1:1 (18.) Keito Nakamura, 1:2 (24.) Filip Stojković, 1:3 (44.) Marin Ljubičić, 1:4 (54.) Marin Ljubičić, 1:5 (56.) Marin Ljubičić, 1:6 (65.) Thomas Goiginger, 1:7 (77.) Thomas Goiginger, 1:8 (79.) Branko Jovičić, 1:9 (90.) Alexander Schmidt                                                                           | 1:0 (1.) Christian Auer, 1:1 (18.) Keito Nakamura, 1:2 (24.) Filip Stojković, 1:3 (44.) Marin Ljubičić, 1:4 (54.) Marin Ljubičić, 1:5 (56.) Marin Ljubičić, 1:6 (65.) Thomas Goiginger, 1:7 (77.) Thomas Goiginger, 1:8 (79.) Branko Jovičić, 1:9 (90.) Alexander Schmidt                                                                           | 1:0 (1.) Christian Auer, 1:1 (18.) Keito Nakamura, 1:2 (24.) Filip Stojković, 1:3 (44.) Marin Ljubičić, 1:4 (54.) Marin Ljubičić, 1:5 (56.) Marin Ljubičić, 1:6 (65.) Thomas Goiginger, 1:7 (77.) Thomas Goiginger, 1:8 (79.) Branko Jovičić, 1:9 (90.) Alexander Schmidt                                                                           | 1:0 (1.) Christian Auer, 1:1 (18.) Keito Nakamura, 1:2 (24.) Filip Stojković, 1:3 (44.) Marin Ljubičić, 1:4 (54.) Marin Ljubičić, 1:5 (56.) Marin Ljubičić, 1:6 (65.) Thomas Goiginger, 1:7 (77.) Thomas Goiginger, 1:8 (79.) Branko Jovičić, 1:9 (90.) Alexander Schmidt                                                                           |
| 16.07.2022 / 300          | RL | – | RL | SV Stripfing | – | FCM Traiskirchen | 0:1 (0:0) |
| SR: Mayrhofer             | Torschützen: | Torschützen: | Torschützen: | 0:1 (90+1.) Samuel Oppong | 0:1 (90+1.) Samuel Oppong | 0:1 (90+1.) Samuel Oppong | 0:1 (90+1.) Samuel Oppong |
| 16.07.2022 / 402          | RL | – | BL | TWL Elektra | – | SCR Altach | 1:3 (1:2) |
| SR: Spurny                | Torschützen: | Torschützen: | Torschützen: | 0:1 (3.) Atdhe Nuhiu, 0:2 (19.) Atdhe Nuhiu, 1:2 (40.) Ognjen Sipka, 1:3 (74.) Forson Amankwah | 0:1 (3.) Atdhe Nuhiu, 0:2 (19.) Atdhe Nuhiu, 1:2 (40.) Ognjen Sipka, 1:3 (74.) Forson Amankwah | 0:1 (3.) Atdhe Nuhiu, 0:2 (19.) Atdhe Nuhiu, 1:2 (40.) Ognjen Sipka, 1:3 (74.) Forson Amankwah | 0:1 (3.) Atdhe Nuhiu, 0:2 (19.) Atdhe Nuhiu, 1:2 (40.) Ognjen Sipka, 1:3 (74.) Forson Amankwah |
| 16.07.2022 / 400          | RL | – | 2L | SV Leobendorf | – | SKN St. Pölten | 1:2 (0:0) |
| SR: Stauber               | Torschützen: | Torschützen: | Torschützen: | 0:1 (73.) Ulysses Llanez, 1:1 (90+3.) Thomas Bartholomay, 1:2 (90+5.) Yacouba Silue | 0:1 (73.) Ulysses Llanez, 1:1 (90+3.) Thomas Bartholomay, 1:2 (90+5.) Yacouba Silue | 0:1 (73.) Ulysses Llanez, 1:1 (90+3.) Thomas Bartholomay, 1:2 (90+5.) Yacouba Silue | 0:1 (73.) Ulysses Llanez, 1:1 (90+3.) Thomas Bartholomay, 1:2 (90+5.) Yacouba Silue |
| 16.07.2022 / 350          | EL | – | 2L | VfB Hohenems | – | FC Blau-Weiß Linz | 1:10 (0:4) |
| SR: Rigger                | Torschützen: | Torschützen: | Torschützen: | 0:1 (20.) Christoph Schösswendter, 0:2 (23.) Ronivaldo, 0:3 (36.) Michael Brandner, 0:4 (43.) Matthias Seidl, 0:5 (46.) Michael Brandner, 0:6 (57.) Danilo Mitrović, 0:7 (62.) Anteo Fetahu, 0:8 (73.) Danilo Mitrović, 0:9 (74.) Paul Mensah, 1:9 (77.) Pierre Nagler, 1:10 (81.) Anteo Fetahu                                                     | 0:1 (20.) Christoph Schösswendter, 0:2 (23.) Ronivaldo, 0:3 (36.) Michael Brandner, 0:4 (43.) Matthias Seidl, 0:5 (46.) Michael Brandner, 0:6 (57.) Danilo Mitrović, 0:7 (62.) Anteo Fetahu, 0:8 (73.) Danilo Mitrović, 0:9 (74.) Paul Mensah, 1:9 (77.) Pierre Nagler, 1:10 (81.) Anteo Fetahu                                                     | 0:1 (20.) Christoph Schösswendter, 0:2 (23.) Ronivaldo, 0:3 (36.) Michael Brandner, 0:4 (43.) Matthias Seidl, 0:5 (46.) Michael Brandner, 0:6 (57.) Danilo Mitrović, 0:7 (62.) Anteo Fetahu, 0:8 (73.) Danilo Mitrović, 0:9 (74.) Paul Mensah, 1:9 (77.) Pierre Nagler, 1:10 (81.) Anteo Fetahu                                                     | 0:1 (20.) Christoph Schösswendter, 0:2 (23.) Ronivaldo, 0:3 (36.) Michael Brandner, 0:4 (43.) Matthias Seidl, 0:5 (46.) Michael Brandner, 0:6 (57.) Danilo Mitrović, 0:7 (62.) Anteo Fetahu, 0:8 (73.) Danilo Mitrović, 0:9 (74.) Paul Mensah, 1:9 (77.) Pierre Nagler, 1:10 (81.) Anteo Fetahu                                                     |
| 16.07.2022 / 700          | RL | – | 2L | ASV Siegendorf (LC) | – | First Vienna FC | 4:3 n. E. (0:1, 1:1; 2:2) |
| SR: Ristoskov             | Torschützen: | Torschützen: | Torschützen: | 0:1 (13.) Nils Zatl, 1:1 (78.) Paulo Jani, 1:2 (100.) Marcel Tanzmayr, 2:2 (120.) Armin Pester | 0:1 (13.) Nils Zatl, 1:1 (78.) Paulo Jani, 1:2 (100.) Marcel Tanzmayr, 2:2 (120.) Armin Pester | 0:1 (13.) Nils Zatl, 1:1 (78.) Paulo Jani, 1:2 (100.) Marcel Tanzmayr, 2:2 (120.) Armin Pester | 0:1 (13.) Nils Zatl, 1:1 (78.) Paulo Jani, 1:2 (100.) Marcel Tanzmayr, 2:2 (120.) Armin Pester |
| 17.07.2022 / 850          | L5 | – | 2L | SVg Purgstall (LC) | – | FC Admira Wacker Mödling | 2:4 (0:2) |
| SR: Barmaksiz             | Torschützen: | Torschützen: | Torschützen: | 0:1 (15., Eigentor) Richard Scharner, 0:2 (26.) Filip Ristanic, 1:2 (52.) René Pitzl, 1:3 (59.) Andrej Stevanovic, 2:3 (65.) David Pitzl, 2:4 (90+1.) Andrej Stevanovic | 0:1 (15., Eigentor) Richard Scharner, 0:2 (26.) Filip Ristanic, 1:2 (52.) René Pitzl, 1:3 (59.) Andrej Stevanovic, 2:3 (65.) David Pitzl, 2:4 (90+1.) Andrej Stevanovic | 0:1 (15., Eigentor) Richard Scharner, 0:2 (26.) Filip Ristanic, 1:2 (52.) René Pitzl, 1:3 (59.) Andrej Stevanovic, 2:3 (65.) David Pitzl, 2:4 (90+1.) Andrej Stevanovic | 0:1 (15., Eigentor) Richard Scharner, 0:2 (26.) Filip Ristanic, 1:2 (52.) René Pitzl, 1:3 (59.) Andrej Stevanovic, 2:3 (65.) David Pitzl, 2:4 (90+1.) Andrej Stevanovic |
| 17.07.2022 / 720          | EL | – | EL | SC Imst | – | TSV St. Johann | 2:0 (1:0) |
| SR: Jurcevic              | Torschützen: | Torschützen: | Torschützen: | 1:0 (45+1.) René Prantl, 2:0 (90+4.) René Prantl | 1:0 (45+1.) René Prantl, 2:0 (90+4.) René Prantl | 1:0 (45+1.) René Prantl, 2:0 (90+4.) René Prantl | 1:0 (45+1.) René Prantl, 2:0 (90+4.) René Prantl |
| 17.07.2022 / 700          | EL | – | BL | SV Kuchl (LC) | – | Wolfsberger AC | 1:4 (1:2) |
| SR: Altmann               | Torschützen: | Torschützen: | Torschützen: | 0:1 (11.) Konstantin Kerschbaumer, 0:2 (15.) Tai Baribo, 1:2 (33.) Mario Lürzer, 1:3 (48., Elfmeter) Tai Baribo, 1:4 (66.) Nikolas Veratschnig | 0:1 (11.) Konstantin Kerschbaumer, 0:2 (15.) Tai Baribo, 1:2 (33.) Mario Lürzer, 1:3 (48., Elfmeter) Tai Baribo, 1:4 (66.) Nikolas Veratschnig | 0:1 (11.) Konstantin Kerschbaumer, 0:2 (15.) Tai Baribo, 1:2 (33.) Mario Lürzer, 1:3 (48., Elfmeter) Tai Baribo, 1:4 (66.) Nikolas Veratschnig | 0:1 (11.) Konstantin Kerschbaumer, 0:2 (15.) Tai Baribo, 1:2 (33.) Mario Lürzer, 1:3 (48., Elfmeter) Tai Baribo, 1:4 (66.) Nikolas Veratschnig |
| 17.07.2022 / Geisterspiel | EL | – | EL | SV Telfs | – | SV Austria Salzburg | 2:4 (0:0) |
| SR: Kojadinovic           | Torschützen: | Torschützen: | Torschützen: | 0:1 (54.) Marco Hödl, 0:2 (57.) Marco Hödl, 0:3 (67.) Alexander Schweighofer, 0:4 (71.) Marco Hödl, 1:4 (76.) Andre Pellegrini, 2:4 (80.) Julius Perstaller : Florian Wiedl (90+3., Salzburg) | 0:1 (54.) Marco Hödl, 0:2 (57.) Marco Hödl, 0:3 (67.) Alexander Schweighofer, 0:4 (71.) Marco Hödl, 1:4 (76.) Andre Pellegrini, 2:4 (80.) Julius Perstaller : Florian Wiedl (90+3., Salzburg) | 0:1 (54.) Marco Hödl, 0:2 (57.) Marco Hödl, 0:3 (67.) Alexander Schweighofer, 0:4 (71.) Marco Hödl, 1:4 (76.) Andre Pellegrini, 2:4 (80.) Julius Perstaller : Florian Wiedl (90+3., Salzburg) | 0:1 (54.) Marco Hödl, 0:2 (57.) Marco Hödl, 0:3 (67.) Alexander Schweighofer, 0:4 (71.) Marco Hödl, 1:4 (76.) Andre Pellegrini, 2:4 (80.) Julius Perstaller : Florian Wiedl (90+3., Salzburg) |
| 17.07.2022 / 700          | RL | – | 2L | WSC Hertha Wels | – | SK Vorwärts Steyr | 1:0 (1:0) |
| SR: Gadler                | Torschützen: | Torschützen: | Torschützen: | 1:0 (15.) Philipp Stadlmann : Erol Zümrüt (32., Wels) | 1:0 (15.) Philipp Stadlmann : Erol Zümrüt (32., Wels) | 1:0 (15.) Philipp Stadlmann : Erol Zümrüt (32., Wels) | 1:0 (15.) Philipp Stadlmann : Erol Zümrüt (32., Wels) |
| 19.07.2022 / 500          | RL | – | 2L | TuS Bad Gleichenberg | – | Floridsdorfer AC | 0:2 (0:1) |
| SR: Sampl                 | Torschützen: | Torschützen: | Torschützen: | 0:1 (25.) Leomend Krasniqi, 0:2 (80.) Oluwaseun Adewumi | 0:1 (25.) Leomend Krasniqi, 0:2 (80.) Oluwaseun Adewumi | 0:1 (25.) Leomend Krasniqi, 0:2 (80.) Oluwaseun Adewumi | 0:1 (25.) Leomend Krasniqi, 0:2 (80.) Oluwaseun Adewumi |
| 19.07.2022 / 500          | L5 | – | 2L | SV Dellach/Gail | – | Kapfenberger SV | 1:2 (0:0) |
| SR: Greinecker            | Torschützen: | Torschützen: | Torschützen: | 0:1 (69.) David Heindl, 1:1 (86.) Gabriel Umfahrer, 1:2 (90+7., Elfmeter) Matthias Puschl : Lukas Walchhütter (17., Kapfenberg) | 0:1 (69.) David Heindl, 1:1 (86.) Gabriel Umfahrer, 1:2 (90+7., Elfmeter) Matthias Puschl : Lukas Walchhütter (17., Kapfenberg) | 0:1 (69.) David Heindl, 1:1 (86.) Gabriel Umfahrer, 1:2 (90+7., Elfmeter) Matthias Puschl : Lukas Walchhütter (17., Kapfenberg) | 0:1 (69.) David Heindl, 1:1 (86.) Gabriel Umfahrer, 1:2 (90+7., Elfmeter) Matthias Puschl : Lukas Walchhütter (17., Kapfenberg) |
| Legende:                  | BL = Bundesliga (1. Leistungsstufe) — 2L = 2. Liga (2. Leistungsstufe) RL = Regionalliga (3. Leistungsstufe) — EL= Eliteliga Vorarlberg/Tirol/Salzburg (3. Leistungsstufe) LL = Landesliga (4. Leistungsstufe) — L5 = 5. Leistungsstufe M = amtierender Meister — C = amtierender Cupsieger n. V. = Nach Verlängerung — i. E. = im Elfmeterschießen | BL = Bundesliga (1. Leistungsstufe) — 2L = 2. Liga (2. Leistungsstufe) RL = Regionalliga (3. Leistungsstufe) — EL= Eliteliga Vorarlberg/Tirol/Salzburg (3. Leistungsstufe) LL = Landesliga (4. Leistungsstufe) — L5 = 5. Leistungsstufe M = amtierender Meister — C = amtierender Cupsieger n. V. = Nach Verlängerung — i. E. = im Elfmeterschießen | BL = Bundesliga (1. Leistungsstufe) — 2L = 2. Liga (2. Leistungsstufe) RL = Regionalliga (3. Leistungsstufe) — EL= Eliteliga Vorarlberg/Tirol/Salzburg (3. Leistungsstufe) LL = Landesliga (4. Leistungsstufe) — L5 = 5. Leistungsstufe M = amtierender Meister — C = amtierender Cupsieger n. V. = Nach Verlängerung — i. E. = im Elfmeterschießen | BL = Bundesliga (1. Leistungsstufe) — 2L = 2. Liga (2. Leistungsstufe) RL = Regionalliga (3. Leistungsstufe) — EL= Eliteliga Vorarlberg/Tirol/Salzburg (3. Leistungsstufe) LL = Landesliga (4. Leistungsstufe) — L5 = 5. Leistungsstufe M = amtierender Meister — C = amtierender Cupsieger n. V. = Nach Verlängerung — i. E. = im Elfmeterschießen | BL = Bundesliga (1. Leistungsstufe) — 2L = 2. Liga (2. Leistungsstufe) RL = Regionalliga (3. Leistungsstufe) — EL= Eliteliga Vorarlberg/Tirol/Salzburg (3. Leistungsstufe) LL = Landesliga (4. Leistungsstufe) — L5 = 5. Leistungsstufe M = amtierender Meister — C = amtierender Cupsieger n. V. = Nach Verlängerung — i. E. = im Elfmeterschießen | BL = Bundesliga (1. Leistungsstufe) — 2L = 2. Liga (2. Leistungsstufe) RL = Regionalliga (3. Leistungsstufe) — EL= Eliteliga Vorarlberg/Tirol/Salzburg (3. Leistungsstufe) LL = Landesliga (4. Leistungsstufe) — L5 = 5. Leistungsstufe M = amtierender Meister — C = amtierender Cupsieger n. V. = Nach Verlängerung — i. E. = im Elfmeterschießen | BL = Bundesliga (1. Leistungsstufe) — 2L = 2. Liga (2. Leistungsstufe) RL = Regionalliga (3. Leistungsstufe) — EL= Eliteliga Vorarlberg/Tirol/Salzburg (3. Leistungsstufe) LL = Landesliga (4. Leistungsstufe) — L5 = 5. Leistungsstufe M = amtierender Meister — C = amtierender Cupsieger n. V. = Nach Verlängerung — i. E. = im Elfmeterschießen |

## 2. Runde
Für die zweite Runde haben sich folgende Mannschaften qualifiziert:
| Bundesliga (12) | 2. Liga (10) | Regionalliga Ost (3)                                    |
| --- | --- | ------------------------------------------------------- |
| - SCR Altach - SK Sturm Graz - TSV Hartberg - SK Austria Klagenfurt - LASK - SC Austria Lustenau - SV Ried - FC Red Bull Salzburg - WSG Tirol - FK Austria Wien - SK Rapid Wien - Wolfsberger AC | - SKU Amstetten - FC Dornbirn 1913 - Floridsdorfer AC - Grazer AK - SV Horn - Kapfenberger SV - SV Lafnitz - FC Blau-Weiß Linz - FC Admira Wacker Mödling - SKN St. Pölten | - ASV Siegendorf - FCM Traiskirchen - Wiener Sport-Club |
| Regionalliga Mitte (4) | Eliteligen im Westen (3) |                                                         |
| - SV Allerheiligen - Deutschlandsberger SC - Union Gurten - WSC Hertha Wels | - Schwarz-Weiß Bregenz - SC Imst - SV Austria Salzburg |                                                         |

### Paarungen der 2. Runde
Die Spiele der 2. Runde sind für Dienstag, 30. August, Mittwoch, 31., August, und Donnerstag, 1. September 2022 vorgesehen. Die genauen Spieltermine wurden erst nach der Auslosung terminiert. Die Auslosung der zweiten Runde erfolgte am 22. Juli 2022 durch Hans Bürger. Die Auslosung wurde vom Österreichischen Rundfunk live übertragen.
| Datum / Zuschauer  | Liga | Liga | Liga | Heimmannschaft | | Gastmannschaft | Ergebnis |
| ------------------ | --- | --- | --- | --- | --- | --- | --- |
| 30.08.2022 / 1.150 | 2L | – | BL | FC Admira Wacker Mödling | – | SCR Altach | 3:0 (3:0) |
| SR: Spurny         | Torschützen: | Torschützen: | Torschützen: | 1:0 (17.) Martin Rasner, 2:0 (22.) Mamina Badji, 3:0 (41.) Filip Ristanic | 1:0 (17.) Martin Rasner, 2:0 (22.) Mamina Badji, 3:0 (41.) Filip Ristanic | 1:0 (17.) Martin Rasner, 2:0 (22.) Mamina Badji, 3:0 (41.) Filip Ristanic | 1:0 (17.) Martin Rasner, 2:0 (22.) Mamina Badji, 3:0 (41.) Filip Ristanic |
| 30.08.2022 / 500   | 2L | – | 2L | Kapfenberger SV | – | Floridsdorfer AC | 1:2 n. V. (1:0, 1:1) |
| SR: Fröhlacher     | Torschützen: | Torschützen: | Torschützen: | 1:0 (7.) Mark Grosse, 1:1 (57.) Vice Miljanić, 1:2 (104.) Paolino Bertaccini : Lukas Walchhütter (36., Kapfenberg) | 1:0 (7.) Mark Grosse, 1:1 (57.) Vice Miljanić, 1:2 (104.) Paolino Bertaccini : Lukas Walchhütter (36., Kapfenberg) | 1:0 (7.) Mark Grosse, 1:1 (57.) Vice Miljanić, 1:2 (104.) Paolino Bertaccini : Lukas Walchhütter (36., Kapfenberg) | 1:0 (7.) Mark Grosse, 1:1 (57.) Vice Miljanić, 1:2 (104.) Paolino Bertaccini : Lukas Walchhütter (36., Kapfenberg) |
| 30.08.2022 / 1.140 | 2L | – | 2L | SV Lafnitz | – | Grazer AK | 1:2 (0:0) |
| SR: Ciochirca      | Torschützen: | Torschützen: | Torschützen: | 0:1 (48.) Paul-Friedrich Koller, 0:2 (76.) David Peham, 1:2 (89.) Florian Prohart | 0:1 (48.) Paul-Friedrich Koller, 0:2 (76.) David Peham, 1:2 (89.) Florian Prohart | 0:1 (48.) Paul-Friedrich Koller, 0:2 (76.) David Peham, 1:2 (89.) Florian Prohart | 0:1 (48.) Paul-Friedrich Koller, 0:2 (76.) David Peham, 1:2 (89.) Florian Prohart |
| 30.08.2022 / 1.852 | RL | – | BL | Wiener Sport-Club | – | SC Austria Lustenau | 2:0 (2:0) |
| SR: Semler         | Torschützen: | Torschützen: | Torschützen: | 1:0 (9.) Ivan Andrejević, 2:0 (10.) Ivan Andrejević | 1:0 (9.) Ivan Andrejević, 2:0 (10.) Ivan Andrejević | 1:0 (9.) Ivan Andrejević, 2:0 (10.) Ivan Andrejević | 1:0 (9.) Ivan Andrejević, 2:0 (10.) Ivan Andrejević |
| 30.08.2022 / 970   | 2L | – | 2L | SV Horn | – | SKN St. Pölten | 3:1 (2:0) |
| SR: Hameter        | Torschützen: | Torschützen: | Torschützen: | 1:0 (31.) Julian Tomka, 2:0 (37.) Benjamin Mulahalilović, 2:1 (51.) Ulysses Llanez, 3:1 (90+4.) Benjamin Mulahalilović : Ulysses Llanez (90+2., SKN) | 1:0 (31.) Julian Tomka, 2:0 (37.) Benjamin Mulahalilović, 2:1 (51.) Ulysses Llanez, 3:1 (90+4.) Benjamin Mulahalilović : Ulysses Llanez (90+2., SKN) | 1:0 (31.) Julian Tomka, 2:0 (37.) Benjamin Mulahalilović, 2:1 (51.) Ulysses Llanez, 3:1 (90+4.) Benjamin Mulahalilović : Ulysses Llanez (90+2., SKN) | 1:0 (31.) Julian Tomka, 2:0 (37.) Benjamin Mulahalilović, 2:1 (51.) Ulysses Llanez, 3:1 (90+4.) Benjamin Mulahalilović : Ulysses Llanez (90+2., SKN) |
| 30.08.2022 / 3.900 | RL | – | BL | Union Gurten | – | FC Red Bull Salzburg (M, C) | 0:3 (0:1) |
| SR: Fluch          | Torschützen: | Torschützen: | Torschützen: | 0:1 (45+1., Eigentor) Florian Schütz, 0:2 (64.) Dijon Kameri, 0:3 (83.) Junior Adamu | 0:1 (45+1., Eigentor) Florian Schütz, 0:2 (64.) Dijon Kameri, 0:3 (83.) Junior Adamu | 0:1 (45+1., Eigentor) Florian Schütz, 0:2 (64.) Dijon Kameri, 0:3 (83.) Junior Adamu | 0:1 (45+1., Eigentor) Florian Schütz, 0:2 (64.) Dijon Kameri, 0:3 (83.) Junior Adamu |
| 31.08.2022 / 2.500 | EL | – | BL | SC Imst | – | LASK | 1:4 n. V. (0:0, 1:1) |
| SR: Ristoskov      | Torschützen: | Torschützen: | Torschützen: | 1:0 (72.) Armin Hamzic, 1:1 (85.) Keito Nakamura, 1:2 (94.) Florian Flecker, 1:3 (104.) Keito Nakamura, 1:4 (118.) Marin Ljubičić : Philipp Ziereis (62., LASK) | 1:0 (72.) Armin Hamzic, 1:1 (85.) Keito Nakamura, 1:2 (94.) Florian Flecker, 1:3 (104.) Keito Nakamura, 1:4 (118.) Marin Ljubičić : Philipp Ziereis (62., LASK) | 1:0 (72.) Armin Hamzic, 1:1 (85.) Keito Nakamura, 1:2 (94.) Florian Flecker, 1:3 (104.) Keito Nakamura, 1:4 (118.) Marin Ljubičić : Philipp Ziereis (62., LASK) | 1:0 (72.) Armin Hamzic, 1:1 (85.) Keito Nakamura, 1:2 (94.) Florian Flecker, 1:3 (104.) Keito Nakamura, 1:4 (118.) Marin Ljubičić : Philipp Ziereis (62., LASK) |
| 31.08.2022 / 7.118 | BL | – | EL | SK Sturm Graz | – | SV Austria Salzburg | 3:1 (2:0) |
| SR: Lechner        | Torschützen: | Torschützen: | Torschützen: | 1:0 (11.) Manprit Sarkaria, 2:0 (29., Eigentor) Mathias Hausberger, 2:1 (72.) Marinko Sorda, 3:1 (79., Elfmeter) Manprit Sarkaria | 1:0 (11.) Manprit Sarkaria, 2:0 (29., Eigentor) Mathias Hausberger, 2:1 (72.) Marinko Sorda, 3:1 (79., Elfmeter) Manprit Sarkaria | 1:0 (11.) Manprit Sarkaria, 2:0 (29., Eigentor) Mathias Hausberger, 2:1 (72.) Marinko Sorda, 3:1 (79., Elfmeter) Manprit Sarkaria | 1:0 (11.) Manprit Sarkaria, 2:0 (29., Eigentor) Mathias Hausberger, 2:1 (72.) Marinko Sorda, 3:1 (79., Elfmeter) Manprit Sarkaria |
| 31.08.2022 / 750   | RL | – | BL | Deutschlandsberger SC | – | Wolfsberger AC | 1:5 (0:2) |
| SR: Grobelnik      | Torschützen: | Torschützen: | Torschützen: | 0:1 (7., Elfmeter) Tai Baribo, 0:2 (12., Elfmeter) Dario Vizinger, 0:3 (51.) Dario Vizinger, 0:4 (77.) Thierno Ballo, 1:4 (84.) Andreas Fuchs, 1:5 (86.) Nikolas Veratschnig | 0:1 (7., Elfmeter) Tai Baribo, 0:2 (12., Elfmeter) Dario Vizinger, 0:3 (51.) Dario Vizinger, 0:4 (77.) Thierno Ballo, 1:4 (84.) Andreas Fuchs, 1:5 (86.) Nikolas Veratschnig | 0:1 (7., Elfmeter) Tai Baribo, 0:2 (12., Elfmeter) Dario Vizinger, 0:3 (51.) Dario Vizinger, 0:4 (77.) Thierno Ballo, 1:4 (84.) Andreas Fuchs, 1:5 (86.) Nikolas Veratschnig | 0:1 (7., Elfmeter) Tai Baribo, 0:2 (12., Elfmeter) Dario Vizinger, 0:3 (51.) Dario Vizinger, 0:4 (77.) Thierno Ballo, 1:4 (84.) Andreas Fuchs, 1:5 (86.) Nikolas Veratschnig |
| 31.08.2022 / 850   | 2L | – | BL | FC Dornbirn 1913 | – | TSV Hartberg | 3:2 (2:0) |
| SR: Altmann        | Torschützen: | Torschützen: | Torschützen: | 1:0 (32.) Renan, 2:0 (42.) Jan Stefanon, 2:1 (45+2.) Eylon Almog, 3:1 (87.) Elvin Ibrisimovic, 3:2 (90+3.) Michael Steinwender | 1:0 (32.) Renan, 2:0 (42.) Jan Stefanon, 2:1 (45+2.) Eylon Almog, 3:1 (87.) Elvin Ibrisimovic, 3:2 (90+3.) Michael Steinwender | 1:0 (32.) Renan, 2:0 (42.) Jan Stefanon, 2:1 (45+2.) Eylon Almog, 3:1 (87.) Elvin Ibrisimovic, 3:2 (90+3.) Michael Steinwender | 1:0 (32.) Renan, 2:0 (42.) Jan Stefanon, 2:1 (45+2.) Eylon Almog, 3:1 (87.) Elvin Ibrisimovic, 3:2 (90+3.) Michael Steinwender |
| 31.08.2022 / 1.130 | 2L | – | 2L | SKU Amstetten | – | FC Blau-Weiß Linz | 0:3 (0:2) |
| SR: Jäger          | Torschützen: | Torschützen: | Torschützen: | 0:1 (2.) Fally Mayulu, 0:2 (43.) Matthias Seidl, 0:3 (54.) Manuel Maranda | 0:1 (2.) Fally Mayulu, 0:2 (43.) Matthias Seidl, 0:3 (54.) Manuel Maranda | 0:1 (2.) Fally Mayulu, 0:2 (43.) Matthias Seidl, 0:3 (54.) Manuel Maranda | 0:1 (2.) Fally Mayulu, 0:2 (43.) Matthias Seidl, 0:3 (54.) Manuel Maranda |
| 31.08.2022 / 500   | RL | – | BL | FCM Traiskirchen | – | WSG Tirol | 0:5 (0:3) |
| SR: Ebner          | Torschützen: | Torschützen: | Torschützen: | 0:1 (20.) Lautaro Rinaldi, 0:2 (33.) Lautaro Rinaldi, 0:3 (44.) Kofi Schulz, 0:4 (66.) Justin Forst, 0:5 (79.) Denis Tomic | 0:1 (20.) Lautaro Rinaldi, 0:2 (33.) Lautaro Rinaldi, 0:3 (44.) Kofi Schulz, 0:4 (66.) Justin Forst, 0:5 (79.) Denis Tomic | 0:1 (20.) Lautaro Rinaldi, 0:2 (33.) Lautaro Rinaldi, 0:3 (44.) Kofi Schulz, 0:4 (66.) Justin Forst, 0:5 (79.) Denis Tomic | 0:1 (20.) Lautaro Rinaldi, 0:2 (33.) Lautaro Rinaldi, 0:3 (44.) Kofi Schulz, 0:4 (66.) Justin Forst, 0:5 (79.) Denis Tomic |
| 31.08.2022 / 500   | EL | – | BL | Schwarz-Weiß Bregenz (LC) | – | SK Austria Klagenfurt | 0:5 (0:3) |
| SR: Talic          | Torschützen: | Torschützen: | Torschützen: | 0:1 (2.) Christopher Cvetko, 0:2 (30.) Florian Rieder, 0:3 (32.) Andy Irving, 0:4 (58.) Sinan Karweina, 0:5 (90., Elfmeter) Jonas Arweiler | 0:1 (2.) Christopher Cvetko, 0:2 (30.) Florian Rieder, 0:3 (32.) Andy Irving, 0:4 (58.) Sinan Karweina, 0:5 (90., Elfmeter) Jonas Arweiler | 0:1 (2.) Christopher Cvetko, 0:2 (30.) Florian Rieder, 0:3 (32.) Andy Irving, 0:4 (58.) Sinan Karweina, 0:5 (90., Elfmeter) Jonas Arweiler | 0:1 (2.) Christopher Cvetko, 0:2 (30.) Florian Rieder, 0:3 (32.) Andy Irving, 0:4 (58.) Sinan Karweina, 0:5 (90., Elfmeter) Jonas Arweiler |
| 31.08.2022 / 1.000 | RL | – | BL | WSC Hertha Wels | – | SV Ried | 2:4 (2:1) |
| SR: Schüttengruber | Torschützen: | Torschützen: | Torschützen: | 1:0 (26.) Lukas Ried, 2:0 (41.) Héctor Galiano, 2:1 (43.) Julian Wießmeier, 2:2 (55.) Christoph Monschein, 2:3 (77.) Julian Wießmeier, 2:4 (90+3.) Leo Mikić : Lukas Ried (73., Wels), Denys Norenkow (SE, Wels)                                                                       | 1:0 (26.) Lukas Ried, 2:0 (41.) Héctor Galiano, 2:1 (43.) Julian Wießmeier, 2:2 (55.) Christoph Monschein, 2:3 (77.) Julian Wießmeier, 2:4 (90+3.) Leo Mikić : Lukas Ried (73., Wels), Denys Norenkow (SE, Wels)                                                                       | 1:0 (26.) Lukas Ried, 2:0 (41.) Héctor Galiano, 2:1 (43.) Julian Wießmeier, 2:2 (55.) Christoph Monschein, 2:3 (77.) Julian Wießmeier, 2:4 (90+3.) Leo Mikić : Lukas Ried (73., Wels), Denys Norenkow (SE, Wels)                                                                       | 1:0 (26.) Lukas Ried, 2:0 (41.) Héctor Galiano, 2:1 (43.) Julian Wießmeier, 2:2 (55.) Christoph Monschein, 2:3 (77.) Julian Wießmeier, 2:4 (90+3.) Leo Mikić : Lukas Ried (73., Wels), Denys Norenkow (SE, Wels)                                                                       |
| 31.08.2022 / 2.107 | RL | – | BL | ASV Siegendorf (LC) | – | FK Austria Wien | 0:5 (0:4) |
| SR: Harkam         | Torschützen: | Torschützen: | Torschützen: | 0:1 (6.) Andreas Gruber, 0:2 (28.) Andreas Gruber, 0:3 (30.) Haris Tabaković, 0:4 (39.) Dominik Fitz, 0:5 (78.) Aleksandar Jukic | 0:1 (6.) Andreas Gruber, 0:2 (28.) Andreas Gruber, 0:3 (30.) Haris Tabaković, 0:4 (39.) Dominik Fitz, 0:5 (78.) Aleksandar Jukic | 0:1 (6.) Andreas Gruber, 0:2 (28.) Andreas Gruber, 0:3 (30.) Haris Tabaković, 0:4 (39.) Dominik Fitz, 0:5 (78.) Aleksandar Jukic | 0:1 (6.) Andreas Gruber, 0:2 (28.) Andreas Gruber, 0:3 (30.) Haris Tabaković, 0:4 (39.) Dominik Fitz, 0:5 (78.) Aleksandar Jukic |
| 01.09.2022 / 1.250 | RL | – | BL | SV Allerheiligen | – | SK Rapid Wien | 0:2 (0:0) |
| SR: Kijas          | Torschützen: | Torschützen: | Torschützen: | 0:1 (66.) Ferdy Druijf, 0:2 (79.) Kevin Wimmer | 0:1 (66.) Ferdy Druijf, 0:2 (79.) Kevin Wimmer | 0:1 (66.) Ferdy Druijf, 0:2 (79.) Kevin Wimmer | 0:1 (66.) Ferdy Druijf, 0:2 (79.) Kevin Wimmer |
| Legende:           | BL = Bundesliga (1. Leistungsstufe) — 2L = 2. Liga (2. Leistungsstufe) RL = Regionalliga (3. Leistungsstufe) — EL= Eliteliga Vorarlberg/Tirol/Salzburg (3. Leistungsstufe) M = amtierender Meister — C = amtierender Cupsieger n. V. = Nach Verlängerung — i. E. = im Elfmeterschießen | BL = Bundesliga (1. Leistungsstufe) — 2L = 2. Liga (2. Leistungsstufe) RL = Regionalliga (3. Leistungsstufe) — EL= Eliteliga Vorarlberg/Tirol/Salzburg (3. Leistungsstufe) M = amtierender Meister — C = amtierender Cupsieger n. V. = Nach Verlängerung — i. E. = im Elfmeterschießen | BL = Bundesliga (1. Leistungsstufe) — 2L = 2. Liga (2. Leistungsstufe) RL = Regionalliga (3. Leistungsstufe) — EL= Eliteliga Vorarlberg/Tirol/Salzburg (3. Leistungsstufe) M = amtierender Meister — C = amtierender Cupsieger n. V. = Nach Verlängerung — i. E. = im Elfmeterschießen | BL = Bundesliga (1. Leistungsstufe) — 2L = 2. Liga (2. Leistungsstufe) RL = Regionalliga (3. Leistungsstufe) — EL= Eliteliga Vorarlberg/Tirol/Salzburg (3. Leistungsstufe) M = amtierender Meister — C = amtierender Cupsieger n. V. = Nach Verlängerung — i. E. = im Elfmeterschießen | BL = Bundesliga (1. Leistungsstufe) — 2L = 2. Liga (2. Leistungsstufe) RL = Regionalliga (3. Leistungsstufe) — EL= Eliteliga Vorarlberg/Tirol/Salzburg (3. Leistungsstufe) M = amtierender Meister — C = amtierender Cupsieger n. V. = Nach Verlängerung — i. E. = im Elfmeterschießen | BL = Bundesliga (1. Leistungsstufe) — 2L = 2. Liga (2. Leistungsstufe) RL = Regionalliga (3. Leistungsstufe) — EL= Eliteliga Vorarlberg/Tirol/Salzburg (3. Leistungsstufe) M = amtierender Meister — C = amtierender Cupsieger n. V. = Nach Verlängerung — i. E. = im Elfmeterschießen | BL = Bundesliga (1. Leistungsstufe) — 2L = 2. Liga (2. Leistungsstufe) RL = Regionalliga (3. Leistungsstufe) — EL= Eliteliga Vorarlberg/Tirol/Salzburg (3. Leistungsstufe) M = amtierender Meister — C = amtierender Cupsieger n. V. = Nach Verlängerung — i. E. = im Elfmeterschießen |

## Achtelfinale
Für das Achtelfinale haben sich folgende Mannschaften qualifiziert:
| Bundesliga (9) | 2. Liga (6)                                                                                                | Regionalligen (1)   |
| --- | --- | ------------------- |
| - SK Sturm Graz - SK Austria Klagenfurt - LASK - SV Ried - FC Red Bull Salzburg - WSG Tirol - FK Austria Wien - SK Rapid Wien - Wolfsberger AC | - FC Dornbirn 1913 - Floridsdorfer AC - Grazer AK - SV Horn - FC Blau-Weiß Linz - FC Admira Wacker Mödling | - Wiener Sport-Club |

### Paarungen des Achtelfinales
Die Spiele des Achtelfinales sind für Dienstag, 18., und Mittwoch, 19., und Donnerstag, 20. Oktober 2022 vorgesehen. Die genauen Spieltermine werden erst nach der Auslosung terminiert. Die Auslosung wurde am 4. September 2022 von Katrin Beierl vorgenommen.
| Datum / Zuschauer   | Liga | Liga | Liga | Heimmannschaft | | Gastmannschaft | Ergebnis |
| ------------------- | --- | --- | --- | --- | --- | --- | --- |
| 18.10.2022 / 5.000  | BL | – | BL | WSG Tirol | – | SK Rapid Wien | 1:4 (1:1) |
| SR: Gishamer        | Torschützen: | Torschützen: | Torschützen: | 0:1 (6.) Marco Grüll, 1:1 (37.) Thomas Sabitzer, 1:2 (75.) Roman Kerschbaum, 1:3 (76.) Ferdy Druijf, 1:4 (84.) Bernhard Zimmermann                                                                                       | 0:1 (6.) Marco Grüll, 1:1 (37.) Thomas Sabitzer, 1:2 (75.) Roman Kerschbaum, 1:3 (76.) Ferdy Druijf, 1:4 (84.) Bernhard Zimmermann                                                                                       | 0:1 (6.) Marco Grüll, 1:1 (37.) Thomas Sabitzer, 1:2 (75.) Roman Kerschbaum, 1:3 (76.) Ferdy Druijf, 1:4 (84.) Bernhard Zimmermann                                                                                       | 0:1 (6.) Marco Grüll, 1:1 (37.) Thomas Sabitzer, 1:2 (75.) Roman Kerschbaum, 1:3 (76.) Ferdy Druijf, 1:4 (84.) Bernhard Zimmermann                                                                                       |
| 18.10.2022 / 1.000  | 2L | – | BL | FC Dornbirn 1913 | – | SK Austria Klagenfurt | 1:2 (1:1) |
| SR: Altmann         | Torschützen: | Torschützen: | Torschützen: | 0:1 (18.) Nicolas Wimmer, 1:1 (39.) Renan, 1:2 (82.) Christopher Cvetko | 0:1 (18.) Nicolas Wimmer, 1:1 (39.) Renan, 1:2 (82.) Christopher Cvetko | 0:1 (18.) Nicolas Wimmer, 1:1 (39.) Renan, 1:2 (82.) Christopher Cvetko | 0:1 (18.) Nicolas Wimmer, 1:1 (39.) Renan, 1:2 (82.) Christopher Cvetko |
| 18.10.2022 / 1.350  | 2L | – | BL | SV Horn | – | SV Ried | 2:3 (2:0) |
| SR: Jäger           | Torschützen: | Torschützen: | Torschützen: | 1:0 (16.) Okan Yilmaz, 2:0 (18.) Patrik Mijić, 2:1 (53.) Seifedin Chabbi, 2:2 (68.) Stefan Nutz, 2:3 (90+1.) Oliver Kragl : Niklas Hoffmann (24., Horn)                                                                  | 1:0 (16.) Okan Yilmaz, 2:0 (18.) Patrik Mijić, 2:1 (53.) Seifedin Chabbi, 2:2 (68.) Stefan Nutz, 2:3 (90+1.) Oliver Kragl : Niklas Hoffmann (24., Horn)                                                                  | 1:0 (16.) Okan Yilmaz, 2:0 (18.) Patrik Mijić, 2:1 (53.) Seifedin Chabbi, 2:2 (68.) Stefan Nutz, 2:3 (90+1.) Oliver Kragl : Niklas Hoffmann (24., Horn)                                                                  | 1:0 (16.) Okan Yilmaz, 2:0 (18.) Patrik Mijić, 2:1 (53.) Seifedin Chabbi, 2:2 (68.) Stefan Nutz, 2:3 (90+1.) Oliver Kragl : Niklas Hoffmann (24., Horn)                                                                  |
| 18.10.2022 / 2.074  | 2L | – | BL | Floridsdorfer AC | – | LASK | 1:2 (1:1) |
| SR: Hameter         | Torschützen: | Torschützen: | Torschützen: | 0:1 (23.) René Renner, 1:1 (40.)Marcel Monsberger, 1:2 (89.) Thomas Goiginger | 0:1 (23.) René Renner, 1:1 (40.)Marcel Monsberger, 1:2 (89.) Thomas Goiginger | 0:1 (23.) René Renner, 1:1 (40.)Marcel Monsberger, 1:2 (89.) Thomas Goiginger | 0:1 (23.) René Renner, 1:1 (40.)Marcel Monsberger, 1:2 (89.) Thomas Goiginger |
| 19.10.2022 / 900    | 2L | – | BL | FC Blau-Weiß Linz | – | Wolfsberger AC | 1:3 (0:1) |
| SR: Weinberger      | Torschützen: | Torschützen: | Torschützen: | 0:1 (34.) Raphael Schifferl, 0:2 (47.) Tai Baribo, 0:3 (48.) Maurice Malone, 1:3 (84.) Ronivaldo | 0:1 (34.) Raphael Schifferl, 0:2 (47.) Tai Baribo, 0:3 (48.) Maurice Malone, 1:3 (84.) Ronivaldo | 0:1 (34.) Raphael Schifferl, 0:2 (47.) Tai Baribo, 0:3 (48.) Maurice Malone, 1:3 (84.) Ronivaldo | 0:1 (34.) Raphael Schifferl, 0:2 (47.) Tai Baribo, 0:3 (48.) Maurice Malone, 1:3 (84.) Ronivaldo |
| 19.10.2022 / 15.400 | 2L | – | BL | Grazer AK | – | SK Sturm Graz | 0:1 (0:0) |
| SR: Harkam          | Torschützen: | Torschützen: | Torschützen: | 0:1 (65.) Albian Ajeti | 0:1 (65.) Albian Ajeti | 0:1 (65.) Albian Ajeti | 0:1 (65.) Albian Ajeti |
| 19.10.2022 / 1.650  | 2L | – | BL | FC Admira Wacker Mödling | – | FC Red Bull Salzburg (M, C) | 1:6 (0:4) |
| SR: Ciochirca       | Torschützen: | Torschützen: | Torschützen: | 0:1 (2.) Maximilian Wöber, 0:2 (25.) Strahinja Pavlović, 0:3 (32.) Benjamin Šeško, 0:4 (41.) Junior Adamu, 1:4 (50.) Stephan Zwierschitz, 1:5 (65.) Amar Dedić, 1:6 (75., Elfmeter) Roko Šimić                           | 0:1 (2.) Maximilian Wöber, 0:2 (25.) Strahinja Pavlović, 0:3 (32.) Benjamin Šeško, 0:4 (41.) Junior Adamu, 1:4 (50.) Stephan Zwierschitz, 1:5 (65.) Amar Dedić, 1:6 (75., Elfmeter) Roko Šimić                           | 0:1 (2.) Maximilian Wöber, 0:2 (25.) Strahinja Pavlović, 0:3 (32.) Benjamin Šeško, 0:4 (41.) Junior Adamu, 1:4 (50.) Stephan Zwierschitz, 1:5 (65.) Amar Dedić, 1:6 (75., Elfmeter) Roko Šimić                           | 0:1 (2.) Maximilian Wöber, 0:2 (25.) Strahinja Pavlović, 0:3 (32.) Benjamin Šeško, 0:4 (41.) Junior Adamu, 1:4 (50.) Stephan Zwierschitz, 1:5 (65.) Amar Dedić, 1:6 (75., Elfmeter) Roko Šimić                           |
| 20.10.2022 / 6.000  | RL | – | BL | Wiener Sport-Club | – | FK Austria Wien | 3:1 (1:1) |
| SR: Lechner         | Torschützen: | Torschützen: | Torschützen: | 1:0 (22.) Mario Vucenovic, 1:1 (26., Elfmeter) Dominik Fitz, 2:1 (61.) David Rajkovic, 3:1 (87.) Miroslav Beljan | 1:0 (22.) Mario Vucenovic, 1:1 (26., Elfmeter) Dominik Fitz, 2:1 (61.) David Rajkovic, 3:1 (87.) Miroslav Beljan | 1:0 (22.) Mario Vucenovic, 1:1 (26., Elfmeter) Dominik Fitz, 2:1 (61.) David Rajkovic, 3:1 (87.) Miroslav Beljan | 1:0 (22.) Mario Vucenovic, 1:1 (26., Elfmeter) Dominik Fitz, 2:1 (61.) David Rajkovic, 3:1 (87.) Miroslav Beljan |
| Legende:            | BL = Bundesliga (1. Leistungsstufe) — 2L = 2. Liga (2. Leistungsstufe) RL = Regionalliga (3. Leistungsstufe) M = amtierender Meister — C = amtierender Cupsieger n. V. = Nach Verlängerung — i. E. = im Elfmeterschießen | BL = Bundesliga (1. Leistungsstufe) — 2L = 2. Liga (2. Leistungsstufe) RL = Regionalliga (3. Leistungsstufe) M = amtierender Meister — C = amtierender Cupsieger n. V. = Nach Verlängerung — i. E. = im Elfmeterschießen | BL = Bundesliga (1. Leistungsstufe) — 2L = 2. Liga (2. Leistungsstufe) RL = Regionalliga (3. Leistungsstufe) M = amtierender Meister — C = amtierender Cupsieger n. V. = Nach Verlängerung — i. E. = im Elfmeterschießen | BL = Bundesliga (1. Leistungsstufe) — 2L = 2. Liga (2. Leistungsstufe) RL = Regionalliga (3. Leistungsstufe) M = amtierender Meister — C = amtierender Cupsieger n. V. = Nach Verlängerung — i. E. = im Elfmeterschießen | BL = Bundesliga (1. Leistungsstufe) — 2L = 2. Liga (2. Leistungsstufe) RL = Regionalliga (3. Leistungsstufe) M = amtierender Meister — C = amtierender Cupsieger n. V. = Nach Verlängerung — i. E. = im Elfmeterschießen | BL = Bundesliga (1. Leistungsstufe) — 2L = 2. Liga (2. Leistungsstufe) RL = Regionalliga (3. Leistungsstufe) M = amtierender Meister — C = amtierender Cupsieger n. V. = Nach Verlängerung — i. E. = im Elfmeterschießen | BL = Bundesliga (1. Leistungsstufe) — 2L = 2. Liga (2. Leistungsstufe) RL = Regionalliga (3. Leistungsstufe) M = amtierender Meister — C = amtierender Cupsieger n. V. = Nach Verlängerung — i. E. = im Elfmeterschießen |

## Viertelfinale
Für das Viertelfinale haben sich folgende Mannschaften qualifiziert:
| Bundesliga (7)                                                                                                   | Regionalliga (1)    |
| --- | ------------------- |
| - SK Sturm Graz - SK Austria Klagenfurt - LASK - SV Ried - FC Red Bull Salzburg - SK Rapid Wien - Wolfsberger AC | - Wiener Sport-Club |

### Paarungen des Viertelfinales
Die Spiele des Viertelfinales sind für Freitag 3., Samstag, 4., und Sonntag, 5. Februar 2023 vorgesehen. Die Auslosung fand am 23. Oktober 2022 statt und wurde von Judoka Shamil Borchashvili durchgeführt.
| Datum / Zuschauer  | Liga | Liga | Liga | Heimmannschaft | | Gastmannschaft | Ergebnis |
| ------------------ | --- | --- | --- | --- | --- | --- | --- |
| 03.02.2023 / 3.021 | BL | – | BL | Wolfsberger AC | – | SK Rapid Wien | 1:3 n. V. (0:0, 1:1) |
| SR: Ebner          | Torschützen: | Torschützen: | Torschützen: | 1:0 (64.) Tai Baribo, 1:1 (83.) Michael Sollbauer, 1:2 (106.) Ante Bajic, 1:3 (108.) Ante Bajic                                                                                         | 1:0 (64.) Tai Baribo, 1:1 (83.) Michael Sollbauer, 1:2 (106.) Ante Bajic, 1:3 (108.) Ante Bajic                                                                                         | 1:0 (64.) Tai Baribo, 1:1 (83.) Michael Sollbauer, 1:2 (106.) Ante Bajic, 1:3 (108.) Ante Bajic                                                                                         | 1:0 (64.) Tai Baribo, 1:1 (83.) Michael Sollbauer, 1:2 (106.) Ante Bajic, 1:3 (108.) Ante Bajic                                                                                         |
| 03.02.2023 / 9.236 | BL | – | BL | FC Red Bull Salzburg (M, C) | – | SK Sturm Graz | 4:5 n. E. (0:1, 1:1) |
| SR: Weinberger     | Torschützen: | Torschützen: | Torschützen: | 0:1 (37.) Jusuf Gazibegović, 1:1 (77.) Amar Dedić | 0:1 (37.) Jusuf Gazibegović, 1:1 (77.) Amar Dedić | 0:1 (37.) Jusuf Gazibegović, 1:1 (77.) Amar Dedić | 0:1 (37.) Jusuf Gazibegović, 1:1 (77.) Amar Dedić |
| 04.02.2023 / 5.600 | RL | – | BL | Wiener Sport-Club | – | SV Ried | 0:2 (0:0) |
| SR: Altmann        | Torschützen: | Torschützen: | Torschützen: | 0:1 (51., Elfmeter) Christoph Lang, 0:2 (79.) Leo Mikić : Luka Gusić (52., WSC) | 0:1 (51., Elfmeter) Christoph Lang, 0:2 (79.) Leo Mikić : Luka Gusić (52., WSC) | 0:1 (51., Elfmeter) Christoph Lang, 0:2 (79.) Leo Mikić : Luka Gusić (52., WSC) | 0:1 (51., Elfmeter) Christoph Lang, 0:2 (79.) Leo Mikić : Luka Gusić (52., WSC) |
| 05.02.2023 / 4.200 | BL | – | BL | LASK | – | SK Austria Klagenfurt | 1:0 (0:0) |
| SR: Ciochirca      | Torschützen: | Torschützen: | Torschützen: | 1:0 (49.) Robert Žulj : Nicolas Wimmer (58., Klagenfurt) | 1:0 (49.) Robert Žulj : Nicolas Wimmer (58., Klagenfurt) | 1:0 (49.) Robert Žulj : Nicolas Wimmer (58., Klagenfurt) | 1:0 (49.) Robert Žulj : Nicolas Wimmer (58., Klagenfurt) |
| Legende:           | BL = Bundesliga (1. Leistungsstufe) — RL = Regionalliga (3. Leistungsstufe) M = amtierender Meister — C = amtierender Cupsieger n. V. = Nach Verlängerung — i. E. = im Elfmeterschießen | BL = Bundesliga (1. Leistungsstufe) — RL = Regionalliga (3. Leistungsstufe) M = amtierender Meister — C = amtierender Cupsieger n. V. = Nach Verlängerung — i. E. = im Elfmeterschießen | BL = Bundesliga (1. Leistungsstufe) — RL = Regionalliga (3. Leistungsstufe) M = amtierender Meister — C = amtierender Cupsieger n. V. = Nach Verlängerung — i. E. = im Elfmeterschießen | BL = Bundesliga (1. Leistungsstufe) — RL = Regionalliga (3. Leistungsstufe) M = amtierender Meister — C = amtierender Cupsieger n. V. = Nach Verlängerung — i. E. = im Elfmeterschießen | BL = Bundesliga (1. Leistungsstufe) — RL = Regionalliga (3. Leistungsstufe) M = amtierender Meister — C = amtierender Cupsieger n. V. = Nach Verlängerung — i. E. = im Elfmeterschießen | BL = Bundesliga (1. Leistungsstufe) — RL = Regionalliga (3. Leistungsstufe) M = amtierender Meister — C = amtierender Cupsieger n. V. = Nach Verlängerung — i. E. = im Elfmeterschießen | BL = Bundesliga (1. Leistungsstufe) — RL = Regionalliga (3. Leistungsstufe) M = amtierender Meister — C = amtierender Cupsieger n. V. = Nach Verlängerung — i. E. = im Elfmeterschießen |

## Halbfinale
Für das Halbfinale hatten sich folgende Mannschaften qualifiziert:
| Bundesliga (4)                                   |
| ------------------------------------------------ |
| - SK Sturm Graz - LASK - SV Ried - SK Rapid Wien |

### Paarungen des Halbfinales
Die Spiele des Halbfinales sind für Mittwoch, 5., und Donnerstag, 6. April 2023 vorgesehen. Die Auslosung fand am 19. Feber 2023 statt und wurde von Skirennläuferin Nina Ortlieb durchgeführt.
| Datum / Zuschauer   | Liga                                | Liga                                | Liga                                | Heimmannschaft                                                                                |                                                                                               | Gastmannschaft                                                                                | Ergebnis                                                                                      |
| ------------------- | ----------------------------------- | ----------------------------------- | ----------------------------------- | --------------------------------------------------------------------------------------------- | --------------------------------------------------------------------------------------------- | --------------------------------------------------------------------------------------------- | --------------------------------------------------------------------------------------------- |
| 05.04.2023 / 21.600 | BL                                  | –                                   | BL                                  | SK Rapid Wien                                                                                 | –                                                                                             | SV Ried                                                                                       | 2:1 (1:0)                                                                                     |
| SR: Harkam          | Torschützen:                        | Torschützen:                        | Torschützen:                        | 1:0 (45+2) Guido Burgstaller, 2:0 (83.) Guido Burgstaller, 2:1 (90+3., Elfmeter) Marcel Ziegl | 1:0 (45+2) Guido Burgstaller, 2:0 (83.) Guido Burgstaller, 2:1 (90+3., Elfmeter) Marcel Ziegl | 1:0 (45+2) Guido Burgstaller, 2:0 (83.) Guido Burgstaller, 2:1 (90+3., Elfmeter) Marcel Ziegl | 1:0 (45+2) Guido Burgstaller, 2:0 (83.) Guido Burgstaller, 2:1 (90+3., Elfmeter) Marcel Ziegl |
| 06.04.2023 / 15.600 | BL                                  | –                                   | BL                                  | SK Sturm Graz                                                                                 | –                                                                                             | LASK                                                                                          | 1:0 (0:0)                                                                                     |
| SR: Altmann         | Torschützen:                        | Torschützen:                        | Torschützen:                        | 1:0 (68.) Tomi Horvat                                                                         | 1:0 (68.) Tomi Horvat                                                                         | 1:0 (68.) Tomi Horvat                                                                         | 1:0 (68.) Tomi Horvat                                                                         |
| Legende:            | BL = Bundesliga (1. Leistungsstufe) | BL = Bundesliga (1. Leistungsstufe) | BL = Bundesliga (1. Leistungsstufe) | BL = Bundesliga (1. Leistungsstufe)                                                           | BL = Bundesliga (1. Leistungsstufe)                                                           | BL = Bundesliga (1. Leistungsstufe)                                                           | BL = Bundesliga (1. Leistungsstufe)                                                           |

## Endspiel
Das Endspiel war für Sonntag, 30. April 2023, terminiert und fand im Wörthersee Stadion in Klagenfurt statt.
| Paarung                   | SK Rapid Wien – SK Sturm Graz |
| Ergebnis                  | 0:2 (0:0) |
| Datum                     | 30. April 2023 |
| Stadion                   | Wörthersee Stadion, Klagenfurt am Wörthersee |
| Zuschauer                 | 30.000 |
| Schiedsrichter            | Christopher Jäger |
| Schiedsrichterassistenten | Roland Riedel, Jasmin Sabanovic |
| Vierter Offizieller       | Sebastian Gishamer |
| Tore                      | 0:1 Sarkaria (65.) 0:2 Sarkaria (84.) |
| SK Rapid Wien             | Niklas Hedl – Jonas Auer, Martin Moormann, Kevin Wimmer, Thorsten Schick – Aleksa Pejić, Roman Kerschbaum – Marco Grüll (81. Oliver Strunz), Patrick Greil (81. Ferdy Druijf), Nicolas Kühn (73. Ante Bajic) – Guido Burgstaller Cheftrainer: Zoran Barišić                                           |
| SK Sturm Graz             | Arthur Okonkwo – David Schnegg, Gregory Wüthrich, David Affengruber, Jusuf Gazibegović – Jon Gorenc Stankovič – Alexander Prass (89. Niklas Geyrhofer), Otar Kiteischwili (75. Tomi Horvat), Stefan Hierländer – Emanuel Emegha, Manprit Sarkaria (90+1. Bryan Teixeira) Cheftrainer: Christian Ilzer |
| Gelbe Karten              | Auer (44.), Wimmer (73.), Pejić (77.) – Schnegg (35.), Prass (73.) |